# Alfred Ainger
Alfred Ainger (9 febbraio 1837 – 8 febbraio 1904) è stato un biografo britannico.
È noto per le sue biografie su George Crabbe e Charles Lamb. Ha compilato alcuni lemmi del Dictionary of National Biography firmati con l'abbreviazione "A.A.".

## Biografia
Figlio di un architetto di Londra, studiò all'University College School, al King's College London e al Trinity College di Cambridge. Dopo queste esperienze entrò nell'ambiente ecclesiastico. Fu nominato Cappellano Onorario della Regina Vittoria il 28 gennaio 1894 e Cappellano Ordinario di Sua Maestà il 2 marzo 1896.
Scrisse le memorie di Thomas Hood e di George Crabbe ma è maggiormente conosciuto per aver scritto la biografia di Charles Lamb e la sua edizione dell'opera di Lamb in 6 volumi (1883–88). Collaborò al Dictionary of National Biography, scrivendo le voci su Lamb, Alfred Tennyson, Frederick Tennyson, Charles Tennyson Turner e George du Maurier, firmando con le iniziali "A.A."
Nel 1906 Edith Sichel pubblicò una biografia di 354 pagine su Ainger.

## Opere
- Crabbe (1903) nella serie English Men of Letters[7]
- Charles Lamb (1908)[8]
- The Letters of Charles Lamb (Volume I[9] – Volume II[10])
- Lectures and essays (Volume 1)[11]
- Lectures and essays (Volume 2)[12]